# Gamasellus pyriformis
Gamasellus pyriformis är en spindeldjursart som beskrevs av Berlese 1916. Gamasellus pyriformis ingår i släktet Gamasellus och familjen Ologamasidae. Inga underarter finns listade i Catalogue of Life.